# シュアディート
シュアディート（Shuadit שואדית、Chouhadite、Chouhadit、Chouadite、Chouadit、Shuhaditとも）はフランス南部のプロヴァンス地方で話されていたユダヤ語。別名ユダヤ・プロヴァンス語。シュアディートで記された最古の文書は11世紀のものだが、異端審問によって話者が激減した。最後の話者であるアルマン・リュネルが1977年に死亡したため、シュアディートは死語となった。
プロヴァンス地方にユダヤ人が住んだ記録は紀元前700年、バビロン捕囚の後に遡るが、シュアディートの起源はまだ解明されていない。この地域がガイウス・ユリウス・カエサルに征服されたのは紀元前50年のことだが、地元のユダヤ人社会がラテン語を取り入れる過程でシュアディートが生まれたのかどうかを示す証拠はほとんどない。また、この言語がユダヤ＝ラテン語の流れを汲むかどうかも判っていない。